# Estación Mercedes (Corrientes)
Mercedes es una estación de ferrocarril ubicada en la ciudad homónima del DepartamentoHomónimo en la Provincia de Corrientes, República Argentina.

## Servicios
Se encuentra precedida por la Estación Justino Solari y le sigue Desvío km 296.
Sin trenes de pasajeros desde 1993, cuando dejó de correr el tren “El Correntino” que unía Federico Lacroze con Corrientes, vía Zárate, Basavilbaso, Concordia, Monte Caseros, Curuzú Cuatiá y Mercedes.